# Thomas Anson
Thomas Anson (ur. 14 lutego 1767, zm. 31 lipca 1818) – brytyjski arystokrata i polityk, syn George’a Adamsa i Mary Vernon, córki 1. barona Vernon.
30 kwietnia 1773 r. zmienił swoje nazwisko na Anson. Miało to miejsce w związku z odziedziczeniem Shugborough Hall po swoim wuju, lordzie Ansonie. W latach 1789–1806 zasiadał w Izbie Gmin jako reprezentant okręgu Lichfield. Po odejściu z Izby Gmin w 1806 r. otrzymał tytuł wicehrabiego Anson i zasiadł w Izbie Lordów.
15 września 1794 r. poślubił Anne Margaret Coke (23 stycznia 1779 – 23 maja 1843), córkę Thomasa Coke’a, 1. hrabiego Leicester, i Jane Dutton, córki Jamesa Duttona. Thomas i Anne mieli razem trzech synów i cztery córki:
- Charles Littleton Anson (zm. 1812), zginął w wybuchu na pokładzie HMS Bacchante
- Frederica Sophia Anson (zm. 11 października 1867), żona Bouverie Primrose’a, nie miała dzieci
- Frances Elizabeth Anson (zm. 25 grudnia 1881), żona Charlesa Murraya i Ambrose’a Isteda, miała dzieci z pierwszego małżeństwa
- Anne Margaret Anson (zm. 19 sierpnia 1882), żona Archibalda Primrose, 4. hrabiego Rosebery, miała dzieci
- Elizabeth Jane Anson (zm. 15 września 1894), żona Henry’ego Cavendisha, 3. barona Waterpark, nie miała dzieci
- Thomas William Anson (20 października 1795 – 18 marca 1854), 2. wicehrabia Anson i 1. hrabia Lichfield
  - Louisa Mary Anne Anson (zm. 27 sierpnia 1882), żona podpułkownika Edwarda King-Tenisona, miała dzieci, jej córka poślubiła 8. hrabiego Kingston
  - Anne Frederica Anson (22 lutego 1823 – 22 lipca 1896), żona Francisa Charterisa, 10. hrabiego Wemyss, miała dzieci
  - Thomas George Anson (15 sierpnia 1825 – 7 stycznia 1892), 2. hrabia Lichfield, jego wnuczki poślubiły 3. barona Leconfield i 1. barona Bruntisfield
  - Archibald Henry Augustus Anson (5 marca 1835 – 17 listopada 1877)
- generał-major George Anson (13 października 1797 – 27 maja 1857)